# Esterhuysenia mucronata
Esterhuysenia mucronata là một loài thực vật có hoa trong họ Phiên hạnh. Loài này được (L.Bolus) Klak mô tả khoa học đầu tiên năm 2003.